# Geografía de Eslovenia
Eslovenia (nombre local, Republika Slovenija) es un pequeño estado de 20.273 km² que se encuentra entre Italia, Austria, Hungría y Croacia. Tiene una línea de costa muy corta, en el mar Adriático.

## Geografía física

### Regiones
Los geógrafos Anton Melik (1935-1936) y Svetozar Ilešič (1968) fueron los primeros en regionalizar Eslovenia. Una regionalización posterior, obra de Iván Gams, divide a Eslovenia en las siguientes macrorregiones:
- Alpes (visokogorske Alpe).
- Colinas prealpinas (predalpsko hribovje).
- Cuenca de Liubliana (Ljubljanska kotlina).
- Eslovenia submediterránea (Litoral) (submediteranska - primorska Slovenija)
- Karst dinárico de Eslovenia interior (dinarski kras notranje Slovenije).
- Eslovenia Subpanoniana (subpanononska Slovenija).

Las regiones tradicionales de Eslovenia se basa en las anteriores divisiones de Eslovenia en tres tierras de los Habsburgo: Carniola, Carintia, Estiria y el Litoral) y sus partes.
- Alta Carniola (Gorenjska) (señalado en el mapa por U.C.)
- Estiria (Štajerska) (S)
- Prekmurje (T)
- Carintia (Koroška) (C)
- Carniola Interior (Notranjska) (I.C.)
- Baja Carniola (Dolenjska) (L.C.)
- Gorizia (Goriška) (G)
- Istria Eslovena (Slovenska Istra) (L)

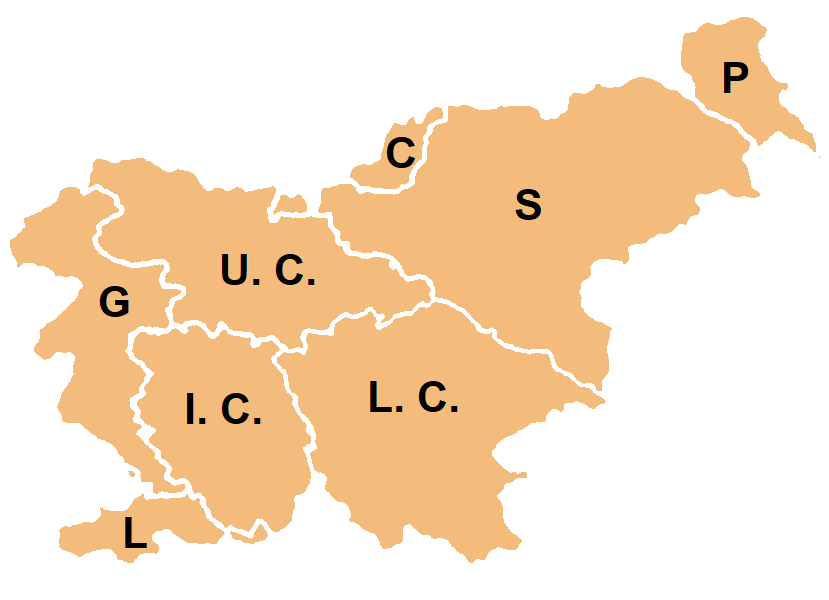
Eslovenia se divide tradicionalmente en ocho regiones.

Las últimas dos se consideran normalmente de manera conjunta como la región Litoral (Primorska). La Carniola Blanca (Bela krajina), en otro sentido parte de la Carniola Inferior, es considerada normalmente como una región separada, como es el valle central del Save (Zasavje), que es por otro lado una parte de Carniola Superior e Inferior y Estiria. El Litoral Esloveno no tiene islas naturales, pero se planea crear una artificial.
Según una regionalización geográfico-natural más reciente, el país consta de cuatro macrorregiones: alpina, mediterránea, dinárica y panonia. Se definen a partir de características importantes del relieve (los Alpes, la llanura panonia, las montañas dináricas) y de tipos de clima (continental, alpinos, mediterráneo), aunque a menudo se entremezclan y solapan.
Los macrorregiones constan de múltiples y diversas mesorregiones. El factor principal que las define es el relieve y la composición geológica. Las mesorregiones, a su vez, comprenden numerosas microrregiones.

### Relieve
Eslovenia es un país montañoso de altitud media elevada, en la región alpina, con los Alpes Eslovenos (Julijske Alpe) o Alpes Julianos, donde está la mayor altura del país, el monte Triglav (2.864 m). Otras cordilleras son los montes Karavanke, el macizo cristalino de Pohorje y, finalmente, en las zonas central y meridional las mesetas calcáreas y los poljés de karst, de Notranjsko y Dolenjsko.
Las formaciones kársticas, extendidas desde Liubliana hasta el litoral, están excavadas por ríos subterráneos y constituyen enormes cavidades, como las cuevas de Postojna, de 19 km de longitud. 

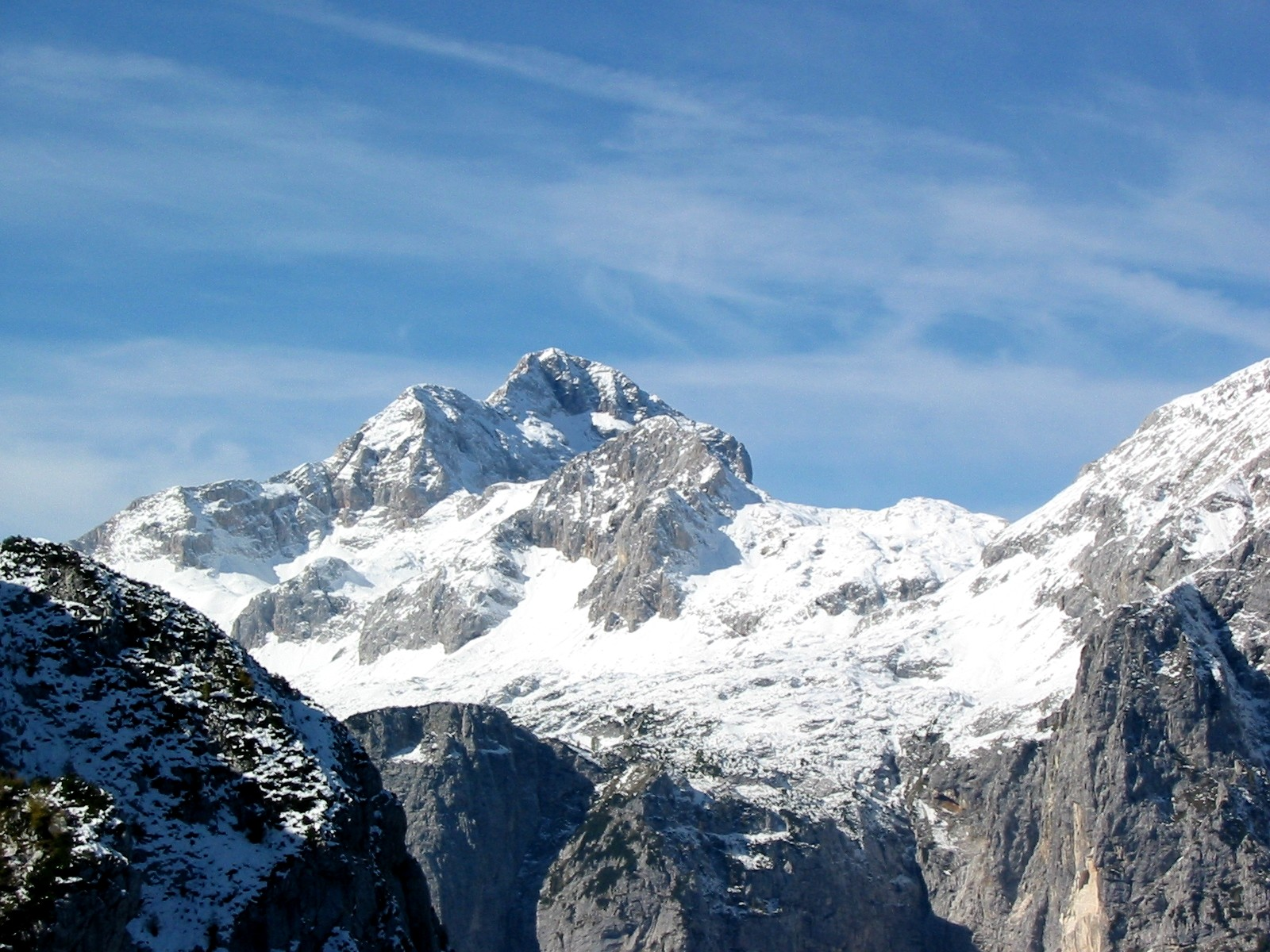
Monte Triglav en los Alpes Julianos.

### Clima
El clima continental es en Eslovenia básicamente alpino. Es un clima extremo en las mesetas del este y en las montañas, con inviernos muy fríos y pluviosidad abundante (más de 1 500 mm anuales). En las zonas próximas al mar es templado.
| Parámetros climáticos promedio de Liubliana, capital de Eslovenia | Parámetros climáticos promedio de Liubliana, capital de Eslovenia | Parámetros climáticos promedio de Liubliana, capital de Eslovenia | Parámetros climáticos promedio de Liubliana, capital de Eslovenia | Parámetros climáticos promedio de Liubliana, capital de Eslovenia | Parámetros climáticos promedio de Liubliana, capital de Eslovenia | Parámetros climáticos promedio de Liubliana, capital de Eslovenia | Parámetros climáticos promedio de Liubliana, capital de Eslovenia | Parámetros climáticos promedio de Liubliana, capital de Eslovenia | Parámetros climáticos promedio de Liubliana, capital de Eslovenia | Parámetros climáticos promedio de Liubliana, capital de Eslovenia | Parámetros climáticos promedio de Liubliana, capital de Eslovenia | Parámetros climáticos promedio de Liubliana, capital de Eslovenia | Parámetros climáticos promedio de Liubliana, capital de Eslovenia |
| Mes                                                               | Ene.                                                              | Feb.                                                              | Mar.                                                              | Abr.                                                              | May.                                                              | Jun.                                                              | Jul.                                                              | Ago.                                                              | Sep.                                                              | Oct.                                                              | Nov.                                                              | Dic.                                                              | Anual                                                             |
| ----------------------------------------------------------------- | ----------------------------------------------------------------- | ----------------------------------------------------------------- | ----------------------------------------------------------------- | ----------------------------------------------------------------- | ----------------------------------------------------------------- | ----------------------------------------------------------------- | ----------------------------------------------------------------- | ----------------------------------------------------------------- | ----------------------------------------------------------------- | ----------------------------------------------------------------- | ----------------------------------------------------------------- | ----------------------------------------------------------------- | ----------------------------------------------------------------- |
| Temp. máx. media (°C)                                             | 2                                                                 | 6                                                                 | 10                                                                | 15                                                                | 20                                                                | 24                                                                | 26                                                                | 25                                                                | 22                                                                | 16                                                                | 8                                                                 | 3                                                                 | 14.8                                                              |
| Temp. mín. media (°C)                                             | -4                                                                | -2                                                                | 1                                                                 | 5                                                                 | 9                                                                 | 12                                                                | 14                                                                | 14                                                                | 11                                                                | 7                                                                 | 2                                                                 | -2                                                                | 5.6                                                               |
| Precipitación total (mm)                                          | 82                                                                | 80                                                                | 98                                                                | 109                                                               | 122                                                               | 155                                                               | 122                                                               | 144                                                               | 130                                                               | 115                                                               | 135                                                               | 101                                                               | 1393                                                              |
| [cita requerida]                                                  |                                                                   |                                                                   |                                                                   |                                                                   |                                                                   |                                                                   |                                                                   |                                                                   |                                                                   |                                                                   |                                                                   |                                                                   |                                                                   |

### Medio ambiente
En Eslovenia hay extensos bosques caducifolios y praderas. Cerca de la mitad del país (11.691 km²) está cubierta de bosques, haciendo de Eslovenia el tercer país más boscoso de Europa, después de Finlandia y Suecia. Aún quedan restos de bosque original, el mayor en el área de Kočevje. A su vez, las zonas de pastoreo ocupan 5.593 km² y los campos y jardines 2,471 km². Existen 363 km² de huertas y 216 km² de viñedos.

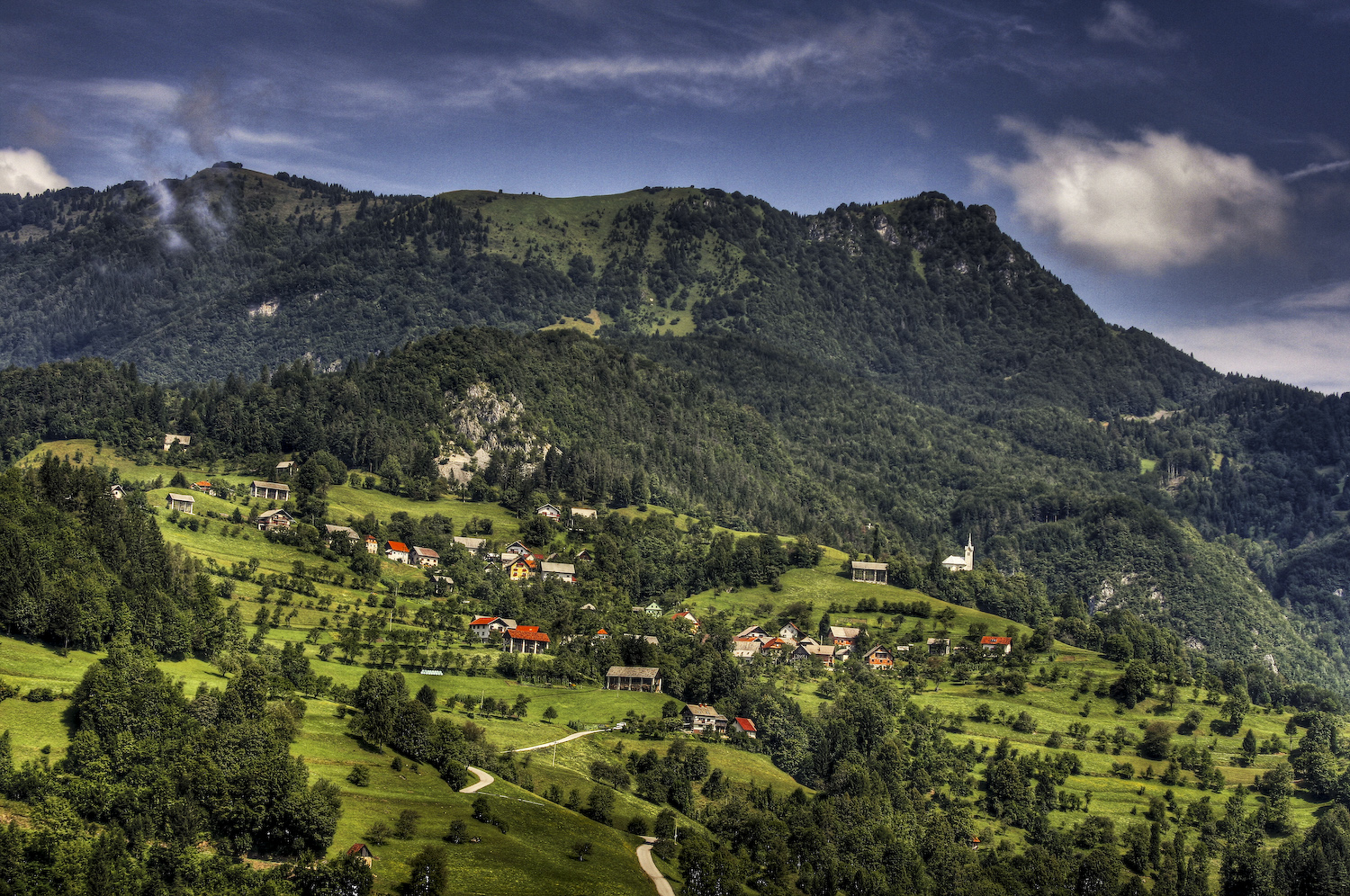
Localidad de Cerkno en la región de Goriška.

Según WWF, el territorio de Eslovenia se puede repartir en cuatro ecorregiones:
- Bosque templado de frondosas
  - Bosque mixto de Panonia, en el este y sureste
  - Bosque mixto de los Alpes Dináricos, en las montañas del centro y sur
- Bosque templado de coníferas
  - Bosque de los Alpes, en las montañas del norte
- Bosque mediterráneo
  - Bosque caducifolio de Iliria, en el suroeste

Conforme a la normativa de la Unión Europea, el territorio de este país se divide en dos regiones biogeográficas: continental y alpina en la zona de los Alpes. Destaca en su patrimonio natural las Grutas de Skocjan, sitio patrimonio de la Humanidad declarados por la Unesco en 1986. Cuenta con tres reservas de la biosfera: los Alpes Julianos, el Carso o Karst y Kozjansko y Obsotelje. 8.205 hectáreas están protegidas como humedales de importancia internacional al amparo del Convenio de Ramsar, en total, 3 sitios Ramsar: Lago Cerknica y sus alrededores (desde 2006), Salinas de Sečovlje (desde 1993 y las Grutas de Skocjan (desde 1999). Tiene un parque nacional, el Triglavsli narodni Park en los Montes Tatras, con una extensión de 83.807 hectáreas.
Entre las preocupaciones medioambientales se encuentra la contaminación del Save con residuos domésticos e industriales; contaminación de aguas costeras con productos químicos tóxicos y metales pesados; daño al bosque cerca de Koper procede de la contaminación atmosférica (que se originan en plantas metalúrgicas y químicas) y como resultado da la lluvia ácida.

## Geografía humana
Eslovenia tiene 2 005 692 de habitantes (julio de 2009 est.). La densidad de población es de 98,93 habitantes por kilómetro cuadrado, concentrados sobre todo en el valle del río Save.
Étnicamente, son mayoritariamente eslovenos, de origen eslavo (83,1%), pero hay minorías serbia (2%), croata (1,8%) y bosnios musulmanes (1,1%), según el censo de 2002. Se habla esloveno (91,1%), pero también de forma muy minoritaria serbo-croata (4,5%) o italiano en la zona de la península de Istria. 
Según el censo de 2002, la religión mayoritaria es la católica (57,8%). Otras religiones: musulmana (2,4%), ortodoxa (2,3%), otros credos cristianos (0,9%).
La capital, Liubliana (Ljubljana), cuenta con 270.828 habitantes (2008). Otras ciudades principales son Maribor, Celje, Jesenice y Koper. Administrativamente, hay once municipios urbanos (mestne obcine, singular - mestna obcina): Celje, Koper/Capodistria, Kranj, Liubliana, Maribor, Murska Sobota, Nova Gorica, Novo Mesto, Ptuj, Slovenj Gradec y Velenje. 
Se divide en 182 municipios (obcine, singular - obcina): Ajdovščina, Beltinci, Benedikt, Bistrica ob Sotli, Bled, Bloke, Bohinj, Borovnica, Bovec, Braslovce, Brda, Brezice, Brezovica, Cankova, Cerklje na Gorenjskem, Cerknica, Cerkno, Cerkvenjak, Crensovci, Crna na Koroskem, Crnomelj, Destrnik, Divaca, Dobje, Dobrepolje, Dobrna, Dobrova-Horjul-Polhov Gradec, Dobrovnik-Dobronak, Dolenjske Toplice, Dol pri Ljubljani, Domzale, Dornava, Dravograd, Duplek, Gorenja Vas-Poljane, Gorisnica, Gornja Radgona, Gornji Grad, Gornji Petrovci, Grad, Grosuplje, Hajdina, Hoce-Slivnica, Hodos-Hodos, Horjul, Hrastnik, Hrpelje-Kozina, Idrija, Ig, Ilirska Bistrica, Ivancna Gorica, Izola-Isola, Jesenice, Jezersko, Jursinci, Kamnik, Kanal, Kidricevo, Kobarid, Kobilje, Kocevje, Komen, Komenda, Kostel, Kozje, Kranjska Gora, Krizevci, Krsko, Kungota, Kuzma, Lasko, Lenart, Lendava-Lendva, Litija, Ljubno, Ljutomer, Logatec, Loska Dolina, Loski Potok, Lovrenc na Pohorju, Luce, Lukovica, Majsperk, Markovci, Medvode, Menges, Metlika, Mezica, Miklavz na Dravskem Polju, Miren-Kostanjevica, Mirna Pec, Mislinja, Moravce, Moravske Toplice, Mozirje, Muta, Naklo, Nazarje, Odranci, Oplotnica, Ormoz, Osilnica, Pesnica, Piran-Pirano, Pivka, Podcetrtek, Podlehnik, Podvelka, Polzela, Postojna, Prebold, Preddvor, Prevalje, Puconci, Race-Fram, Radece, Radenci, Radlje ob Dravi, Radovljica, Ravne na Koroskem, Razkrizje, Ribnica, Ribnica na Pohorju, Rogasovci, Rogaska Slatina, Rogatec, Ruse, Salovci, Selnica ob Dravi, Semic, Sempeter-Vrtojba, Sencur, Sentilj, Sentjernej, Sentjur pri Celju, Sevnica, Sezana, Skocjan, Skofja Loka, Skofljica, Slovenska Bistrica, Slovenske Konjice, Smarje pri Jelsah, Smartno ob Paki, Smartno pri Litiji, Sodrazica, Solcava, Sostanj, Starse, Store, Sveta Ana, Sveti Andraz v Slovenskih Goricah, Sveti Jurij, * Tabor, Tisina, Tolmin, Trbovlje, Trebnje, Trnovska Vas, Trzic, Trzin, Turnisce, Velika Polana, Velike Lasce, Verzej, Videm, Vipava, Vitanje, Vodice, Vojnik, Vransko, Vrhnika, Vuzenica, Zagorje ob Savi, Zalec, Zavrc, Zelezniki, Zetale, Ziri, Zirovnica, Zuzemberk y Zrece.

## Geografía económica
Entre los recursos naturales de Eslovenia se encuentran: carbón de lignito (cuenca de Trbovlje), plomo (en Mezica), cinc, piedra de construcción, energía hidroeléctrica (en las cuencas del Drava y Sava) y bosques que permiten explotación forestal. El uso de la tierra se dedica de la siguiente manera: tierra arable 8,53%, cosechas permanentes 1,43% y otros 90,04% (2005). La tierra de regadío es 30 kilómetros cuadrados (2003). 
Eslovenia se tiene por un modelo de éxito económico y estabilidad en la región balcánica. Tiene el producto interior bruto per cápita más alto de Europa central, de 28 000 dólares (2009 est.). La mayor parte del PIB proviene del sector servicios, 67,2% (2009 est.), de la industria se obtiene el 30,5% y la agricultura proporciona solo el 2,3%. En cuanto a la dedicación de la población activa (2007) es: 2,5% a la agricultura, 36% a la industria y 61,5%  al sector servicios. 
La agricultura, especialmente desarrollada en las cuencas del Drava y Sava, produce patatas, lúpulo, maíz, trigo, vid y remolacha azucarera. La ganadería, poco numerosa, se da sobre todo en el Karst: ganado vacuno, ovejas y aves de corral.
La industria se dedica a la metalurgia ferrosa y productos de aluminio, fusión de plomo y cinc (siderurgia y metalurgia en Jesenice y Maribor); electrónica (incluyendo la electrónica militar), camiones, automóviles, equipamiento eléctrico, productos de la madera, textil (en Celje y Kranj), química y maquinaria.
Eslovenia tiene excelentes infraestructuras, unos trabajadores bien formados y una ubicación estratégica entre los Balcanes y Europa occidental.